# Meteor Lake
Raptor Lake Lunar Lake (ultralégers faible puissance)
Meteor Lake est le nom de code d'Intel pour la première génération de microprocesseurs de terminologie Core Ultra  pour ordinateurs portables, introduite sur le marché le 14 décembre 2023.

## Historique
En juillet 2021, Meteor Lake a été initialement annoncé comme étant disponible avec une gamme de TDP de 5 à 125 W pour divers segments allant du PC portable ultra basse consommation à l’ordinateur de bureau pour passionnés. Le processus initial d’enregistrement de Meteor Lake a eu lieu en mai 2021. Il a été confirmé que la tuile de calcul du processeur serait fabriquée avec le procédé 7 nm d’Intel (rebaptisé depuis « Intel 4 »),.
En octobre 2021, Intel a déclaré lors d’une conférence téléphonique sur les résultats qu'il avait enregistrés sur la tuile de calcul du processeur pour Meteor Lake et qu’elle s’était allumée durant trente minutes avec les niveaux de performance attendus. En avril 2022, Intel a annoncé qu’un processeur mobile Meteor Lake assemblé avait été mis sous tension pour la première fois dans le cadre d’une étape de développement,.
En mars 2023, il a été rapporté qu’Intel avait décidé d’annuler le développement de processeurs haut de gamme Meteor Lake-S pour ordinateurs de bureau. Les processeurs Meteor Lake-S ont été conçus pour s’adapter au socket LGA 1851, dont les dimensions sont identiques à celles du LGA 1700, mais l'annulation des Meteor Lake pour PC de bureau signifie que le socket LGA 1851 ne fera pas ses débuts avant Arrow Lake en 2024. Le SKU Meteor Lake-S en cours de développement contenait 6 cœurs P Redwood Cove et 16 cœurs E Crestmont, soit deux cœurs P de moins que le Raptor Lake Core i9-13900K de dernière génération.
Lors de l’événement Innovation d’Intel en septembre 2023, Michelle Johnston Holthaus, responsable du groupe Client Computing d’Intel, a confirmé que certains processeurs basés sur l'architecture Meteor Lake arriveraient sur les ordinateurs de bureau en 2024. Intel a précisé plus tard que les processeurs Meteor Lake de bureau intégrables ne seront pas disponibles sur le marché du montage PC avec le socket LGA 1851,. Au lieu de cela, des processeurs Meteor Lake pour bureautique seront disponibles dans des boîtiers BGA sous la forme d'ordinateurs compacts tout-en-un. Afin de se justifier, selon une déclaration d’Intel à ComputerBase, il s'est rapporté que « Meteor Lake est une architecture économe en énergie qui alimentera des conceptions mobiles et de bureau innovantes ».

### Nouvelle dénomination
Le 15 juin 2023, Intel a annoncé qu'à partir de Meteor Lake il utilisera une nouvelle dénomination pour les processeurs Intel Core :
- La lettre i est supprimée (par exemple : processeur Intel Core 5) ;
- Nouvelle numérotation des processeurs (la méthode recommandée est de mettre le numéro du processeur après le mot "processor", par exemple : Intel Core 5 processor ##xx).

Lors de cette annonce, Intel a indiqué que Meteor Lake sera exclusivement une architecture pour ordinateurs portables, et que les processeurs avec cette architecture seront appelés Core Ultra, alors que les modèles Core standard seront fabriqués avec l'architecture Raptor Lake Refresh.

## Description
Selon le document Intel Technology Roadmaps and Milestones publié le 17 février 2022, Meteor Lake sera fabriqué avec le procédé Intel 4. Meteor Lake possédera un XPU (nom collectif d'Intel pour CPU, GPU, FPGA et autres accélérateurs) amélioré avec une AI intégrée et une architecture de GPU "tuilée" qui, selon Intel, devrait fournir les mêmes performances qu'un processeur graphique indépendant. Ces informations furent ensuite confirmées le 23 mai 2023 avec des détails supplémentaires qui mettent l'accent sur la collaboration d'Intel avec Microsoft pour le support du nouveau processeur compatible Windows 11.
Intel utilisera des puces issues de trois procédés technologiques différents dans la série de processeurs Meteor Lake. La puce CPU de cette microarchitecture sera fabriquée avec le procédé Intel 4, tandis que les puces GPU, Soc et IO seront fabriquées par TSMC selon des procédés différents N5 & N6. L'assemblage utilise la technologie d'encapsulage Intel Foveros permettant cette conception de module multipuce (MCM).

## Caractéristiques
Meteor Lake possède une architecture complètement nouvelle dite désagrégée comprenant 4 "tuiles" (ou chiplets (en)) distinctes rassemblées dans un module multipuce (MCM) : calcul (CPU), graphique, SoC et IO.

### CPU
- Cœurs[18]
  - Jusqu'à 6 cœurs haute performance Redwood Cove (P-core)
  - Jusqu'à 8 cœurs faible consommation Crestmont (E-core), groupés en clusters de 4 coeurs
- Jusqu'à 24 Mo de cache L3 partagé
- Fabriqué par Intel, procédé Intel 4

### GPU
- Architecture graphique Xe-LPG
- Jusqu'à 128 unités d'exécution
- Décodage AV1 8K HDR
- Fréquence jusqu'à 2,35 GHz
- Fabriqué par TSMC, procédé N5

### SoC
- 2 cœurs basse consommation Crestmont
- Moteur d'IA intégré : Neural Processing Unit (NPU)
- Contrôleur mémoire intégré
- Fabriqué par TSMC, procédé N6

### Entrées-sorties
- jusqu'à 96 Go de mémoire DDR5-5600 et LPDDR5X-7467
  - La prise en charge de la mémoire DDR4 et LPDDR4X a été abandonnée
- Wi-Fi 6E
- Jusqu'à 8 lignes PCIe 5.0 et 20 lignes PCIe 4.0 pour les processeurs de la série H,  jusqu'à 20 lignes PCIe 4.0 pour les processeurs des séries U, UL et HL
- DisplayPort 2.1 UHBR20
- Fabriqué par TSMC, procédé N6

## Liste de processeurs Core Ultra Série 1

### Processeurs pour ordinateurs portables

#### Meteor Lake-H
Les P-cores des modèles 155H, 165H et 185H supportent le Turbo Boost 3.0 tournant à la même fréquence que le Turbo Boost 2.0.
| Marque de processeur | Modèle | Cœurs (threads) | Cœurs (threads) | Cœurs (threads) | Fréquence d'horloge de base (GHz) | Fréquence d'horloge de base (GHz) | Fréquence d'horloge de base (GHz) | Turbo Boost (GHz) | Turbo Boost (GHz) | Turbo Boost (GHz) | Processeur graphique Arc | Processeur graphique Arc | Cache L3 (Mo) | TDP (W)     | TDP (W) | Prix (USD) |
| Marque de processeur | Modèle | P               | E               | LP-E            | P                                 | E                                 | LP-E                              | P                 | E                 | LP-E              | Cœurs Xe (XVEs)          | Fréq. max. (GHz)         | Cache L3 (Mo) | Base (cTDP) | Turbo   | Prix (USD) |
| -------------------- | ------ | --------------- | --------------- | --------------- | --------------------------------- | --------------------------------- | --------------------------------- | ----------------- | ----------------- | ----------------- | ------------------------ | ------------------------ | ------------- | ----------- | ------- | ---------- |
| Core Ultra 9         | 185H   | 6 (12)          | 8 (8)           | 2 (2)           | 2.3                               | 1.8                               | 1.0                               | 5.1               | 3.8               | 2.5               | 8 (128)                  | 2.35                     | 24            | 45 (35-65)  | 115     | 640 $      |
| Core Ultra 7         | 165H   | 6 (12)          | 8 (8)           | 2 (2)           | 1.4                               | 0.9                               | 0.7                               | 5.0               | 3.8               | 2.5               | 8 (128)                  | 2.3                      | 24            | 28 (20-65)  | 115     | 460 $      |
| Core Ultra 7         | 155H   | 6 (12)          | 8 (8)           | 2 (2)           | 1.4                               | 0.9                               | 0.7                               | 4.8               | 3.8               | 2.5               | 8 (128)                  | 2.25                     | 24            | 28 (20-65)  | 115     | 503 $      |
| Core Ultra 5         | 135H   | 4 (8)           | 8 (8)           | 2 (2)           | 1.7                               | 1.2                               | 0.7                               | 4.6               | 3.6               | 2.5               | 8 (128)                  | 2.2                      | 18            | 28 (20-65)  | 115     | 342 $      |
| Core Ultra 5         | 125H   | 4 (8)           | 8 (8)           | 2 (2)           | 1.2                               | 0.7                               | 0.7                               | 4.5               | 3.6               | 2.5               | 7 (112)                  | 2.2                      | 18            | 28 (20-65)  | 115     | 375 $      |

#### Meteor Lake-U
La tuile GPU de la série Meteor Lake-U porte la marque "Intel Graphics" mais utilise la même microarchitecture GPU que la carte "Intel Arc Graphics" de la série Meteor Lake-H.
| Marque de processeur     | Modèle              | Cœurs (threads)     | Cœurs (threads)     | Cœurs (threads)     | Fréquence d'horloge de base (GHz) | Fréquence d'horloge de base (GHz) | Fréquence d'horloge de base (GHz) | Turbo Boost (GHz)   | Turbo Boost (GHz)   | Turbo Boost (GHz)   | GPU                 | GPU                 | Cache L3 (Mo)       | TDP (W)             | TDP (W)             | Prix (USD)          |
| Marque de processeur     | Modèle              | P                   | E                   | LP-E                | P                                 | E                                 | LP-E                              | P                   | E                   | LP-E                | Cœurs Xe (XVEs)     | Fréq. max (GHz)     | Cache L3 (Mo)       | Base (cTDP)         | Turbo               | Prix (USD)          |
| Low power (MTL-U15)      | Low power (MTL-U15) | Low power (MTL-U15) | Low power (MTL-U15) | Low power (MTL-U15) | Low power (MTL-U15)               | Low power (MTL-U15)               | Low power (MTL-U15)               | Low power (MTL-U15) | Low power (MTL-U15) | Low power (MTL-U15) | Low power (MTL-U15) | Low power (MTL-U15) | Low power (MTL-U15) | Low power (MTL-U15) | Low power (MTL-U15) | Low power (MTL-U15) |
| ------------------------ | ------------------- | ------------------- | ------------------- | ------------------- | --------------------------------- | --------------------------------- | --------------------------------- | ------------------- | ------------------- | ------------------- | ------------------- | ------------------- | ------------------- | ------------------- | ------------------- | ------------------- |
| Core Ultra 7             | 165U                | 2 (4)               | 8 (8)               | 2 (2)               | 1.7                               | 1.2                               | 0.7                               | 4.9                 | 3.8                 | 2.1                 | 4 (64)              | 2.0                 | 12                  | 15 (12-28)          | 57                  | 448 $               |
| Core Ultra 7             | 155U                | 2 (4)               | 8 (8)               | 2 (2)               | 1.7                               | 1.2                               | 0.7                               | 4.8                 | 3.8                 | 2.1                 | 4 (64)              | 1.95                | 12                  | 15 (12-28)          | 57                  | 490 $               |
| Core Ultra 5             | 135U                | 2 (4)               | 8 (8)               | 2 (2)               | 1.6                               | 1.1                               | 0.7                               | 4.4                 | 3.6                 | 2.1                 | 4 (64)              | 1.9                 | 12                  | 15 (12-28)          | 57                  | 332 $               |
| Core Ultra 5             | 125U                | 2 (4)               | 8 (8)               | 2 (2)               | 1.3                               | 0.8                               | 0.7                               | 4.3                 | 3.6                 | 2.1                 | 4 (64)              | 1.85                | 12                  | 15 (12-28)          | 57                  | 363 $               |
| Core Ultra 5             | 115U                | 2 (4)               | 4 (4)               | 2 (2)               | 1.5                               | 1.0                               | 0.7                               | 4.2                 | 3.5                 | 2.1                 | 3 (48)              | 1.8                 | 10                  | 15 (12-28)          | 57                  |                     |
| Ultra low power (MTL-U9) |                     |                     |                     |                     |                                   |                                   |                                   |                     |                     |                     |                     |                     |                     |                     |                     |                     |
| Core Ultra 7             | 164U                | 2 (4)               | 8 (8)               | 2 (2)               | 1.1                               | 0.7                               | 0.4                               | 4.8                 | 3.8                 | 2.1                 | 4 (64)              | 1.8                 | 12                  | 9 (9-15)            | 30                  | 448 $               |
| Core Ultra 5             | 134U                | 2 (4)               | 8 (8)               | 2 (2)               | 0.7                               | 0.5                               | 0.4                               | 4.4                 | 3.6                 | 2.1                 | 4 (64)              | 1.75                | 12                  | 9 (9-15)            | 30                  | 332 $               |

### Processeurs pour les appareilsInternet des objets(IoT) et les systèmes embarqués (Meteor Lake-PS)

#### Forte puissance
Les P-cores des modèles 155HL et 165HL supportent le Turbo Boost 3.0 tournant à la même fréquence que le Turbo Boost 2.0.
| Marque de processeur | Modèle | Coeurs (threads) | Coeurs (threads) | Coeurs (threads) | Fréquence d'horloge de base (GHz) | Fréquence d'horloge de base (GHz) | Fréquence d'horloge de base (GHz) | Turbo Boost (GHz) | Turbo Boost (GHz) | Turbo Boost (GHz) | Arc graphics     | Arc graphics    | Cache L3 (Mo) | TDP (W)     | TDP (W) | Date de sortie | Prix (USD) |
| Marque de processeur | Modèle | P                | E                | LP-E             | P                                 | E                                 | LP-E                              | P                 | E                 | LP-E              | Coeurs Xe (XVEs) | Fréq. max (GHz) | Cache L3 (Mo) | Base (cTDP) | Turbo   | Date de sortie | Prix (USD) |
| -------------------- | ------ | ---------------- | ---------------- | ---------------- | --------------------------------- | --------------------------------- | --------------------------------- | ----------------- | ----------------- | ----------------- | ---------------- | --------------- | ------------- | ----------- | ------- | -------------- | ---------- |
| Core Ultra 7         | 165HL  | 6 (12)           | 8 (8)            | 2 (2)            | 1.4                               | 0.9                               | 0.7                               | 5.0               | 3.8               | 2.5               | 8 (128)          | 2.3             | 24            | 45 (20–65)  | 115     | Q2'24          | $459       |
| Core Ultra 7         | 155HL  | 6 (12)           | 8 (8)            | 2 (2)            | 1.4                               | 0.9                               | 0.7                               | 4.8               | 3.8               | 2.5               | 8 (128)          | 2.25            | 24            | 45 (20–65)  | 115     | Q2'24          | $438       |
| Core Ultra 5         | 135HL  | 4 (8)            | 8 (8)            | 2 (2)            | 1.7                               | 1.2                               | 0.7                               | 4.6               | 3.6               | 2.5               | 8 (128)          | 2.2             | 18            | 45 (20–65)  | 115     | Q2'24          | $341       |
| Core Ultra 5         | 125HL  | 4 (8)            | 8 (8)            | 2 (2)            | 1.2                               | 0.7                               | 0.7                               | 4.5               | 3.6               | 2.5               | 7 (112)          | 2.2             | 18            | 45 (20–65)  | 115     | Q2'24          | $325       |

#### Basse puissance
Le GPU intégré porte la marque "Intel Graphics" mais utilise la même microarchitecture GPU "Intel Arc Graphics" que les modèles forte puissance.
| Marque de processeur | Modèle | Coeurs (threads) | Coeurs (threads) | Coeurs (threads) | Fréquence d'horloge de base (GHz) | Fréquence d'horloge de base (GHz) | Fréquence d'horloge de base (GHz) | Turbo Boost (GHz) | Turbo Boost (GHz) | Turbo Boost (GHz) | Intel Graphics   | Intel Graphics  | Cache L3 (Mo) | TDP (W)     | TDP (W) | Date de sortie | Prix (USD) |
| Marque de processeur | Modèle | P                | E                | LP-E             | P                                 | E                                 | LP-E                              | P                 | E                 | LP-E              | Coeurs Xe (XVEs) | Fréq. max (GHz) | Cache L3 (Mo) | Base (cTDP) | Turbo   | Date de sortie | Prix (USD) |
| -------------------- | ------ | ---------------- | ---------------- | ---------------- | --------------------------------- | --------------------------------- | --------------------------------- | ----------------- | ----------------- | ----------------- | ---------------- | --------------- | ------------- | ----------- | ------- | -------------- | ---------- |
| Core Ultra 7         | 165UL  | 2 (4)            | 8 (8)            | 2 (2)            | 1.7                               | 1.2                               | 0.7                               | 4.9               | 3.8               | 2.1               | 4 (64)           | 2.0             | 12            | 15 (12–28)  | 57      | Q2'24          | $447       |
| Core Ultra 7         | 155UL  | 2 (4)            | 8 (8)            | 2 (2)            | 1.7                               | 1.2                               | 0.7                               | 4.8               | 3.8               | 2.1               | 4 (64)           | 1.95            | 12            | 15 (12–28)  | 57      | Q2'24          | $426       |
| Core Ultra 5         | 135UL  | 2 (4)            | 8 (8)            | 2 (2)            | 1.6                               | 1.1                               | 0.7                               | 4.4               | 3.6               | 2.1               | 4 (64)           | 1.9             | 12            | 15 (12–28)  | 57      | Q2'24          | $331       |
| Core Ultra 5         | 125UL  | 2 (4)            | 8 (8)            | 2 (2)            | 1.3                               | 0.8                               | 0.7                               | 4.3               | 3.6               | 2.1               | 4 (64)           | 1.85            | 12            | 15 (12–28)  | 57      | Q2'24          | $309       |
| Core Ultra 3         | 105UL  | 2 (4)            | 4 (4)            | 2 (2)            | 1.5                               | 1.0                               | 0.7                               | 4.2               | 3.5               | 2.1               | 3 (48)           | 1.8             | 10            | 15 (12–28)  | 57      | Q2'24          | $295       |